# Granges-la-Ville
Granges-la-Ville è un comune francese di 227 abitanti situato nel dipartimento dell'Alta Saona nella regione della Borgogna-Franca Contea.

## Società

### Evoluzione demografica
Abitanti censiti